# 人口動態調査
人口動態調査（じんこうどうたいちょうさ）は、日本における出生・死亡・死産・婚姻・離婚について、厚生労働省が行う全数調査である。日本の人口動態事象を把握し、人口及び厚生労働行政施策の基礎資料を得ることを目的とするもので、統計法に基づく基幹統計調査に指定されている。
戸籍法等に基づいて市町村に届けられた出生届・死亡届等の情報を保健所が収集して、それらの1件ずつを転記して人口動態調査票を作成し、それを全国で集計する。経常的に使用される人口動態調査票は、出生票、死亡票、死産票、婚姻票、離婚票の5種であり、その概要は次のとおりである。
- 出生票：出生の年月日、場所、体重、父母の氏名及び年齢など、出生届に基づく事項
- 死亡票：死亡者の生年月日、住所、死亡の年月日など、死亡届に基づく事項
- 死産票：死産の年月日、場所、父母の年齢など、死産届に基づく事項
- 婚姻票：夫妻の生年月、夫の住所、初婚・再婚の別など、婚姻届に基づく事項
- 離婚票：夫妻の生年月、住所、離婚の種類など、離婚届に基づく事項

これらの情報を使って厚生労働省が経常的に作成する基幹統計が人口動態統計と呼ばれる。
国勢調査実施年度（西暦末尾が0か5）には、これに職業等の調査項目が加わる。これらの項目を使って、5年ごとに人口動態職業・産業別統計が作成される。